# Sukumar Azhikode
Sukumar Azhikode (Malayalam: സുകുമാര്‍ അഴീക്കോട്; Azhikode, district Kannur, Kerala, 26 mei 1926 – Thrissur, district Thrissur, Kerala, 24 januari 2012) was een Indiaas schrijver, literatuurcriticus, criticus, redenaar en docent. Azhikode wordt erkend voor zijn bijdrage aan het Malayalam en inzicht in de Indiase filosofie, zijn scherpe redevoeringen en polemieken. Hij was een onderzoeker van het Sanskriet, het Malayalam en het Engels.

## Biografie

### Carrière
Azhikode behaalde zijn bachelorgraad in handel in 1946, waarna hij een masterstudie voltooide in Sanskriet-literatuur en Malayalam-literatuur. Later werd hij ook doctor in de filosofie. Toen begon hij zijn carrière als docent en gaf hij een aantal jaren les in Malayalam-literatuur aan diverse middelbare scholen en werd hij directeur van het Sree Narrayana Mangalam Training College in Moothakunnam. Later werd hij hoogleraar en assistent-vicekanselier aan de Calicut-universiteit in het district Kozhikode, alwaar hij in 1986 pensioneerde.

### Overlijden

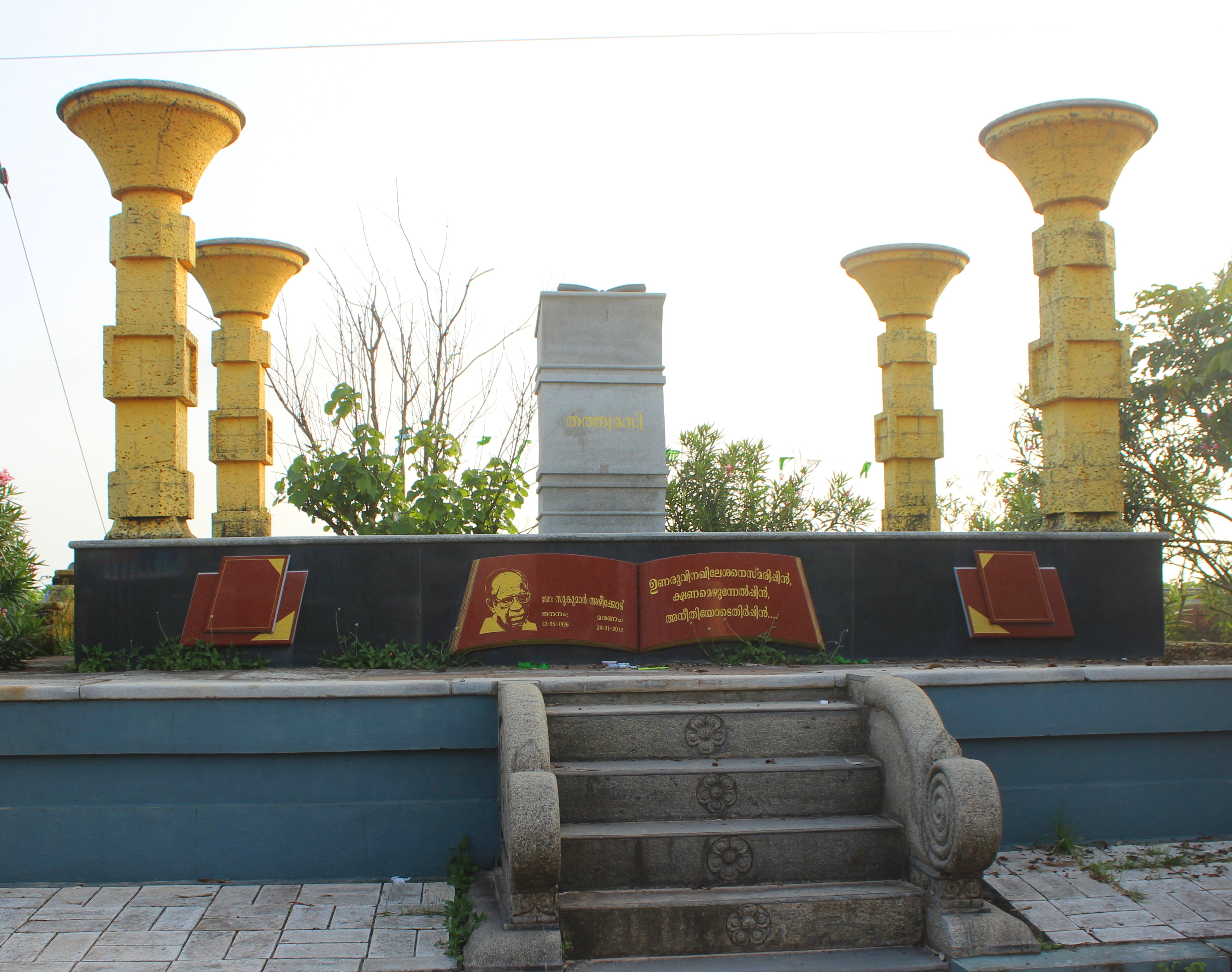
Sukumar Azhikode Memorial Payyambalam

Azhikode bleef zijn hele leven ongetrouwd en woonde in Eravimangalam nabij de stad Thrissur in het gelijknamige district in de deelstaat Kerala. Op 7 december 2011 werd hij opgenomen in het ziekenhuis. Hij stierf op 24 januari 2012 om 06.33 uur op 85-jarige leeftijd in het Universitair Medisch Instituut Amala in Thrissur aan de gevolgen van botkanker. Zijn vrienden wilden dat hij zou worden gecremeerd in Thrissur, doch de familie heeft afgedwongen dat de uitvaart zal plaatsvinden in Azhikode in het district Kannur.

## Literair oeuvre
Azhikodes bekendste werk en tevens zijn magnum opus Tathvamasi (1984) is een leidend boekwerk over veda's en upanishads, onderdelen van de Indiase filosofie. Met het boek heeft Azhikode diverse prijzen gewonnen. Een van de voornaamste prijzen, de Padma Shri, die Azhikode werd toebedeeld in januari 2007, heeft hij echter geweigerd. De reden was dat niet iedereen zonder meer de prijs zou kunnen winnen, wat erop zou duiden dat de staat onderscheid maakt tussen individuen, hetgeen indruist tegen de constitutie.
Azhikode schreef veel columns en artikelen in kranten en tijdschriften over politiek en over sociale en culturele kwesties die vaak tot ophef leidden.
- Gemeinsame Normdatei: 102777878X
- International Standard Name Identifier: 0000 0003 8568 7771
- Library of Congress Control Number: n83047523
- Nederlandse Thesaurus van Auteursnamen: 131377620
- Virtual International Authority File: 239982540
- WorldCat: E39PBJyrXk9TKK4WxprRxDXyBP